# Avenue France

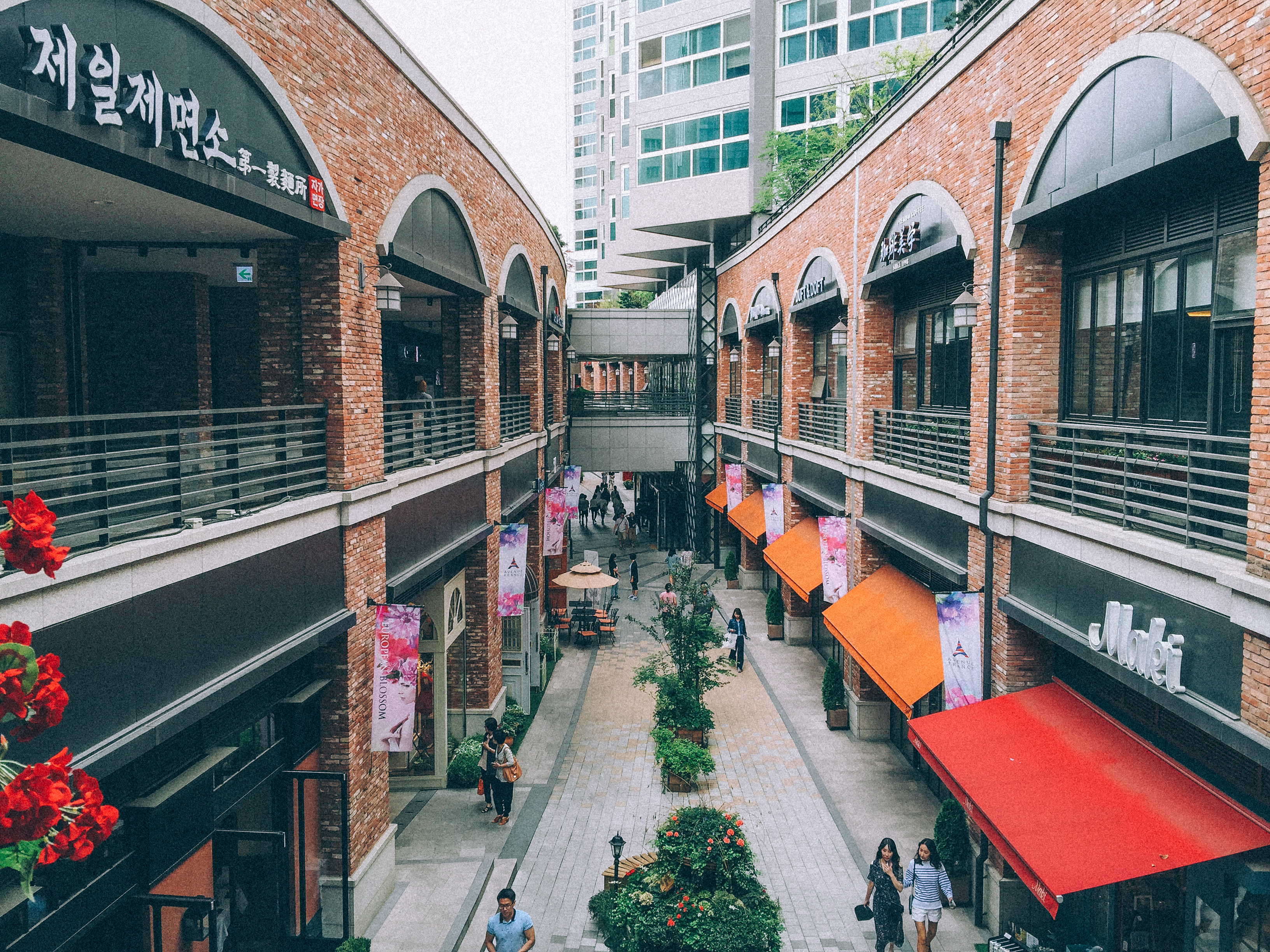
Avenue France ở Seongnam, ngày 18 tháng 6 năm 2015

Avenue France là một trung tâm mua sắm ở Suwon và Seongnam, Hàn Quốc.